# Júlio Correia da Silva
Júlio Correia da Silva, conocido futbolísticamente como Julinho (Ramalde, 1 de diciembre de 1919 - Lisboa, 18 de marzo de 2010), fue un futbolista portugués que jugaba en la posición de delantero. En trece temporadas, jugó en la Primeira Liga un total de 166 partidos y marcó 170 goles, principalmente con el Benfica, donde obtuvo seis títulos.

## Carrera
Julinho comenzó su carrera en Boavista F.C., debutando con el primer equipo con tan solo 15 años y permaneció allí hasta 1940. Después de un breve paso por el Académico F.C., llamó la atención del SL Benfica que lo fichó en 1942, a pesar de tener ofertas del FC Porto.
En Benfica, formó parte de una línea atacante mítica con Mário Rui, Espírito Santo, Rogério Pipi y Arsénio, que fue apodado como Os Cinco Diabos Vermelhos. Como delantero centro, hizo su debut el 11 de octubre de 1942 contra el Atlético y en las siguientes ocho temporadas marcó 150 goles y consiguió tres títulos de liga. Formó parte de la alineación que derrotó por 12–2 al Porto, el 7 de febrero de 1943, marcando él cuatro de esos goles, así como también la victoria por 7–2 contra Sporting de Lisboa el 28 de abril de 1946. Marcó seis goles en la victoria por 13–1 contra el A.D. Sanjoanense el 27 de abril de 1947, una de las mayores goleadas de la historia de la Primeira Liga. Ya en su etapa final de carrera, hizo el gol de la victoria contra el Girondins de Burdeos en la final de la Copa Latina el 18 de junio de 1950, e hizo su última aparición con el Benfica el 8 de marzo de 1953 contra el Barreirense. Con 205 goles en 200 partidos, aún se mantiene como uno de los mayores goleadoes de la historia del Benfica.

## Carrera internacional
Julinho hizo su primera y única aparición con la selección de Portugal en la derrota por 2–0 contra España el 21 de marzo de 1948 en Madrid.

## Estadísticas

### Club[11][12]
| Club          | Temporada     | Liga             | Liga | Liga  | Copa | Copa  | Total | Total |
| Club          | Temporada     | División         | Apps | Goles | Apps | Goles | Apps  | Goles |
| ------------- | ------------- | ---------------- | ---- | ----- | ---- | ----- | ----- | ----- |
| Académico     | 1940–41       | Segunda Divisão  |      |       |      |       |       |       |
| Académico     | 1941–42       | Primeira Divisão | 22   | 16    |      |       | 22    | 16    |
| Académico     | Total         | Total            | 22   | 16    |      |       | 22    | 16    |
| Benfica       | 1942–43       | Primeira Divisão | 16   | 24    |      |       | 16    | 24    |
| Benfica       | 1943–44       | Primeira Divisão | 16   | 16    |      |       | 16    | 16    |
| Benfica       | 1944–45       | Primeira Divisão | 13   | 14    |      |       | 13    | 14    |
| Benfica       | 1945–46       | Primeira Divisão | 12   | 12    |      |       | 12    | 12    |
| Benfica       | 1946–47       | Primeira Divisão | 21   | 22    |      |       | 21    | 22    |
| Benfica       | 1947–48       | Primeira Divisão | 24   | 24    |      |       | 24    | 24    |
| Benfica       | 1948–49       | Primeira Divisão | 14   | 11    |      |       | 14    | 11    |
| Benfica       | 1949–50       | Primeira Divisão | 22   | 28    |      |       | 22    | 28    |
| Benfica       | 1950–51       | Primeira Divisão | 5    | 2     |      |       | 5     | 2     |
| Benfica       | 1951–52       | Primeira Divisão | 0    | 0     |      |       | 0     | 0     |
| Benfica       | 1952–53       | Primeira Divisão | 1    | 0     |      |       | 1     | 0     |
| Benfica       | Total         | Total            | 144  | 153   |      |       | 144   | 153   |
| Carrera total | Carrera total | Carrera total    | 166  | 169   |      |       | 166   | 169   |

### Campeonatos nacionales
Por clubes
| Título  | Club     | País             | Año       |
| ------- | -------- | ---------------- | --------- |
| Benfica | Portugal | Liga de Portugal | 1942-1943 |
| Benfica | Portugal | Copa de Portugal | 1942-1943 |
| Benfica | Portugal | Copa de Portugal | 1943-1944 |
| Benfica | Portugal | Liga de Portugal | 1944-1945 |
| Benfica | Portugal | Liga de Portugal | 1949-1950 |
| Benfica | Portugal | Copa Latina      | 1950      |

Individual
- Primeira Liga: Pichichi 1942-1943, 1949-1950[14]
- Copa de Portugal: Pichichi 1943–44